# Тондарадипподи
Тондарадипподи (Thondaradippodi) — вайшнавский тамильский святой, принадлежавший к группе 12 поэтов-подвижников альваров. Тондарадипподи родился в маленькой деревне под названием Тирумандагуди. Его отца звали Ведавишарадха. Он принадлежал к брахманскому роду, чьим основным занятием было воспевание славы Вишну. При рождении родители дали младенцу имя Випранараянар.
С раннего детства родители воспитывали сына в духе бхакти. Согласно легенде, однажды маленькому Випранараянару явился предводитель войска Вишну Вишвакшенан и поведал ребёнку о цели его рождения на земле и о том, что тот должен был культивировать бхакти для достижения мокши. После этого эпизода Тондарадипподи решил совершить паломничество по всем святым местам вайшнавизма в Южной Индии, начав его с храма Ранганатхи в Шрирангаме. По прибытии в Шрирангам он настолько привлёкся красотой божества Ранганатхи, что решил посвятить свою жизнь служению ему, ежедневно делая для божества цветочные гирлянды. Для этой цели Тондарадипподи основал в Шрирангаме большой цветочный парк, поселившись посреди него в маленькой хижине.